# Meenoplus maculata
Meenoplus maculata är en insektsart som beskrevs av Van Stalle 1982. Meenoplus maculata ingår i släktet Meenoplus och familjen Meenoplidae. Inga underarter finns listade i Catalogue of Life.